# 少年将軍
少年将軍（しょうねんしょうぐん、英語: Boy General、朝鮮語: 소년장수/少年將帥）は、朝鮮民主主義人民共和国のテレビアニメシリーズ。高句麗の歴史を題材にした作品。少年大将、少年将帥、若き将軍とも訳される。

## 概要
「我々民族が最も強大であった高句麗時代を背景とし、国を守るため武術を練磨して外敵と勇敢に戦う高句麗少年の熱烈な愛国心」が基本テーマとされる。
古代の高句麗国の若者が将軍へと成長していく内容である。主人公のセメ（쇠메）は異国の敵軍を打ち破り、筋骨たくましい禿げ頭の野蛮人との戦いで、その喉に槌矛を突き通して倒した後、英雄の栄誉を得る。やがて将軍の等級を受けたこの若き勇士は、仲間や祖国のために自身の犠牲を厭わない若者たちの良き見本となる。
第1部から第50部までは、セメが戦死した父の跡を継いで少年将軍になる過程や、将軍になって以降に高句麗を征服しようとする勢力を優れた知略と勇猛で退ける過程を描く。セメの勇猛さと力を描くだけでなく、セメが難関を知恵で乗り越える姿を通じて、知的能力と力を共に備えることの重要性を唱える作品である。
本作の第1部は1988年に公開され、北朝鮮の子どもの間で非常に人気を博した。内容と構成、製作部数と配給に至るまで、幾度も金正日の指導を受けた作品として知られている。
本作は元来10部作として計画され、第4部まで制作した時点で放送が開始された。放送後は子どもたちからの反響が大きく、金正日からも関心を寄せられ支援を受け、その後も制作が続けられた。金正日が60歳の誕生日を迎える2002年までに100部作を制作する予定となったが、各話の反復性・類似性が問題視され、1997年にいちど50部でシリーズを終えた。
その後、時を経て2015年には、金正恩の命令によって第51部以降の制作が再開されシーズン2が始まった。そして2019年12月に第100部が公開され、物語全編が完結した。
第2期では、セメはクㇰファとの間に子供をもうけ、セメの宿敵であるホビにもソミとの間の子供が生まれている。北朝鮮の国営メディアであるメアリ（메아리）は、金正恩が2014年11月に朝鮮4.26漫画映画撮影所を現地指導し、「セメが青年になるだけでは、連続編であってもそのように（愛国主義精神を）形作ることはできない」「セメが年を取って結婚もし、子供ももうけるように形象化しなければならず、セメの息子、孫たちが代を継いで国を守っていくことで、話のあらすじを生活的（생활적）に面白くまとめることができる」と述べたことを報じている。
金正恩は同時に、「（高句麗時代）当時のわれわれ人民の優秀な民族文化と文明程度、民族風習を土台にしつつ教養的意義のある作品にするには、歴史的事実と豊かな民族文化を密接に結びつけ、人間生活とその内面世界を非反復的に引っ張っていきながらよく描かなければならない」としたうえで、「封建支配層内部で勢力争いと権力争いがどのように起き、奸臣たちがどれほど狡猾に策動するかを見せ、当時の周辺国に対する設定を歴史的な観点で正しく描き、作品の土台に朝鮮民族第一主義精神を敷く」ように述べたとされる。本作の脚本家の一人であるリ・ヨンチュン（리영춘）は、朝鮮新報のインタビューに対し、「1部から50部までは創作家の想像力で創作したが、51部から100部までは高句麗時代の歴史的事実に基づいて創作することで、われわれ人民の高い愛国心と尚武的気風、美風良俗、賢く勇敢な闘争の歴史と伝統がよくわかるようにした」と答えている。

## 登場人物
- セメ（쇠메）
- セメの母
- クㇰファ（국화）
- ミラ（미라）
- イェドン（예동）
- ホビ（호비）：セメの宿敵
- ホビの母
- ナルセ（날새）
- ソミ（소미）
- ヤングァン（양광）
- チュンム（충무）：セメの息子[8]